# Tarantula (Automarke)
Tarantula war eine Automarke aus Simbabwe.

## Markengeschichte
Das Unternehmen Suters aus Gweru begann 1980 mit der Produktion von Automobilen nach einer Lizenz von Nova Cars. Der Markenname lautete Tarantula. 1989 endete die Produktion.

## Fahrzeuge
Das einzige Modell war ein flaches Coupé. Anstelle seitlicher Türen wurde das komplette Dach nach vorne geklappt. Die Basis bildete das Fahrgestell vom VW Käfer.